# Münchner Verkehrs- und Tarifverbund
Pour les articles homonymes, voir MVV.

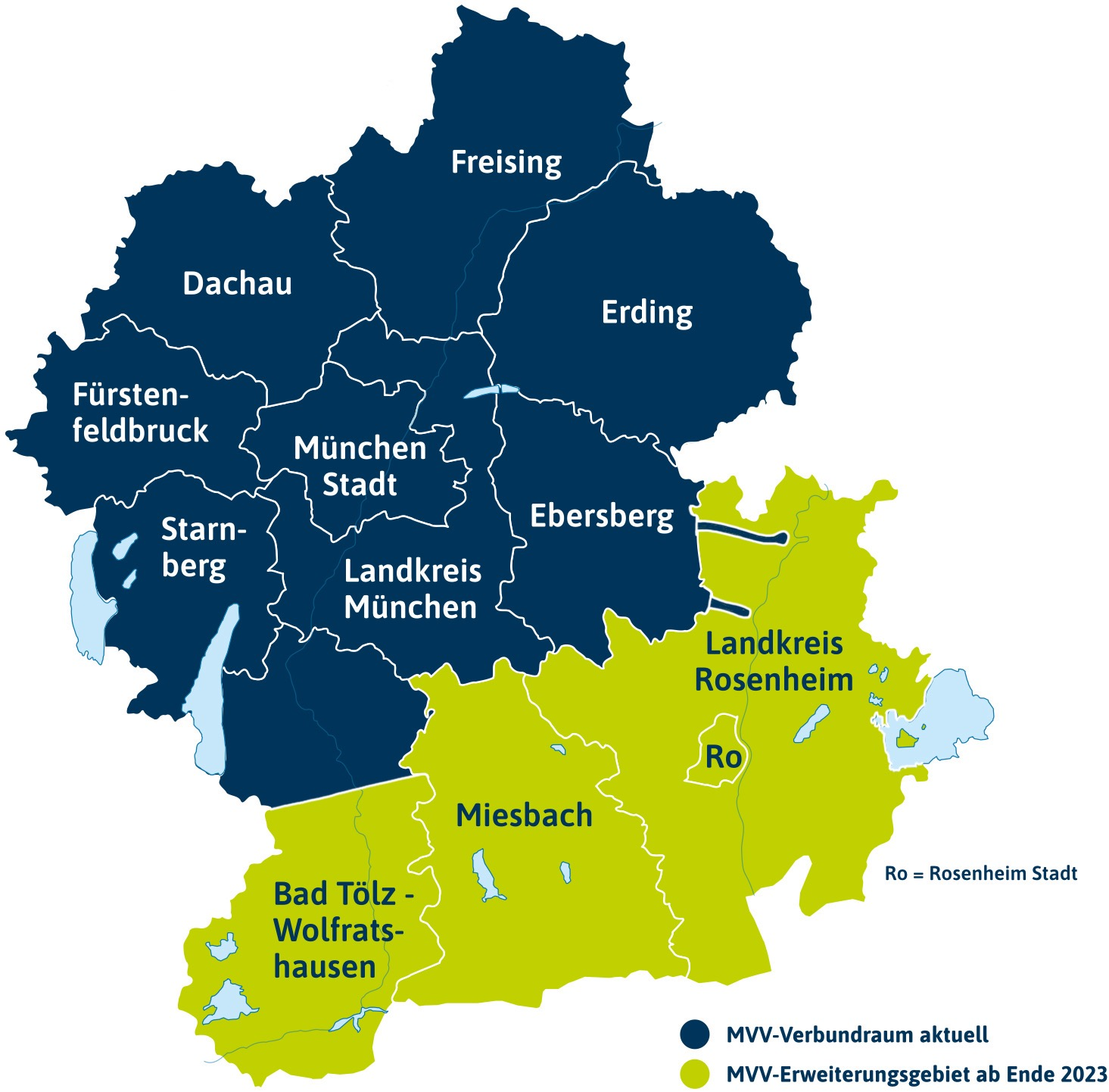
MVV 2015 vs 2024

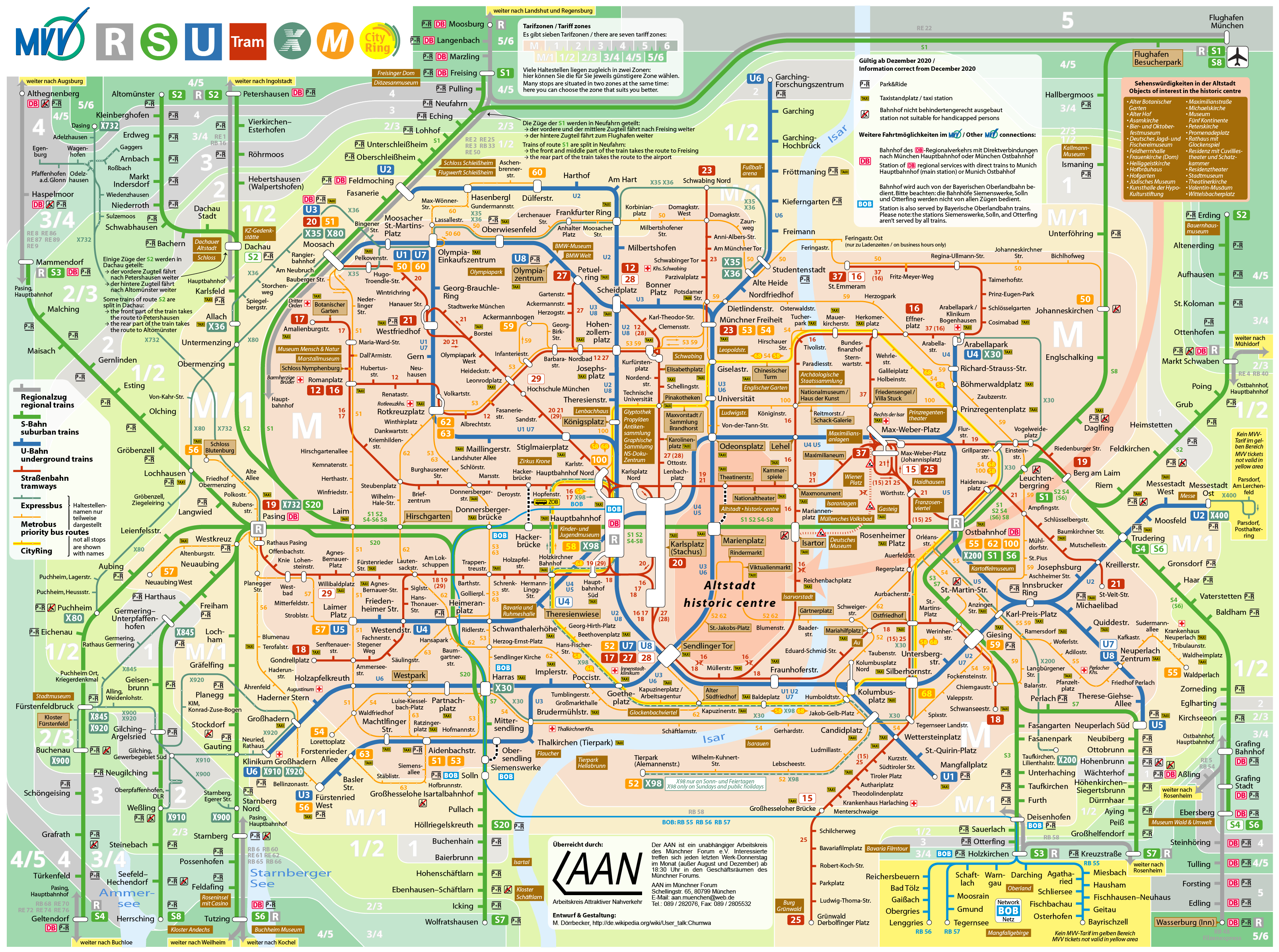
Plan du réseau des transports en commun de l'agglomération de Munich

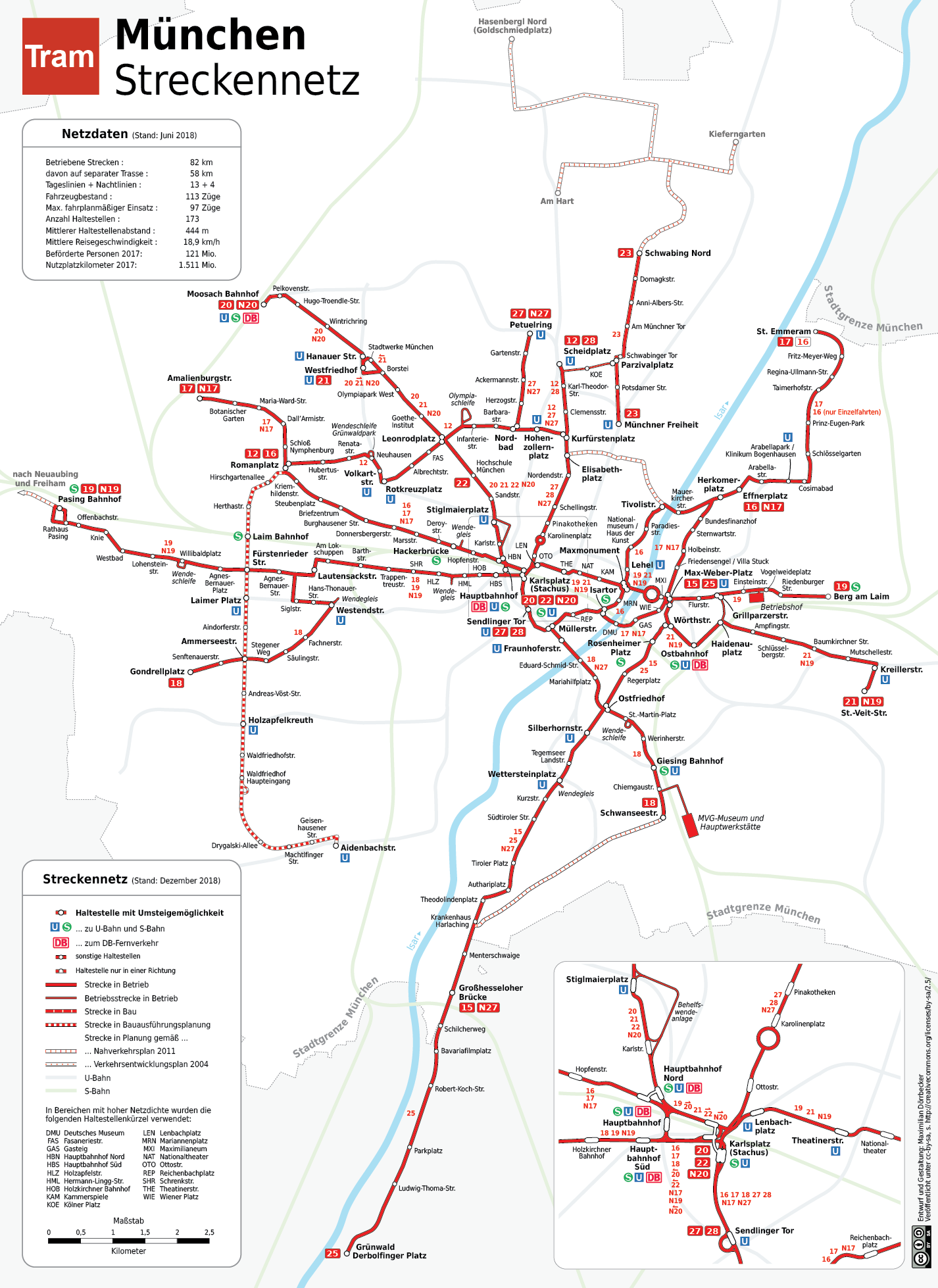
Le réseau des tramways

La Münchner Verkehrs- und Tarifverbund (MVV), (en français : Groupement de transports et de tarification) est la société de transports en commun de l'agglomération de Munich. Cela correspond à une autorité organisatrice de transports (AOT) en France, à la différence qu'il s'agit d'une société (MVV GmbH). Elle assure la coordination entre les compagnies de transport missionnées, et la gestion (tarification, entretien et construction du réseau, horaires…) du réseau, son but est le développement des transports en commun. Elle est liée à la ville de Munich, au Land de la Bavière, entre autres, pour prendre ses décisions. Son fonctionnement est donc similaire à celui d'Île-de-France Mobilités pour Paris ou du SYTRAL pour Lyon, à la différence que ces deux derniers sont des instances publiques.

## Réseau

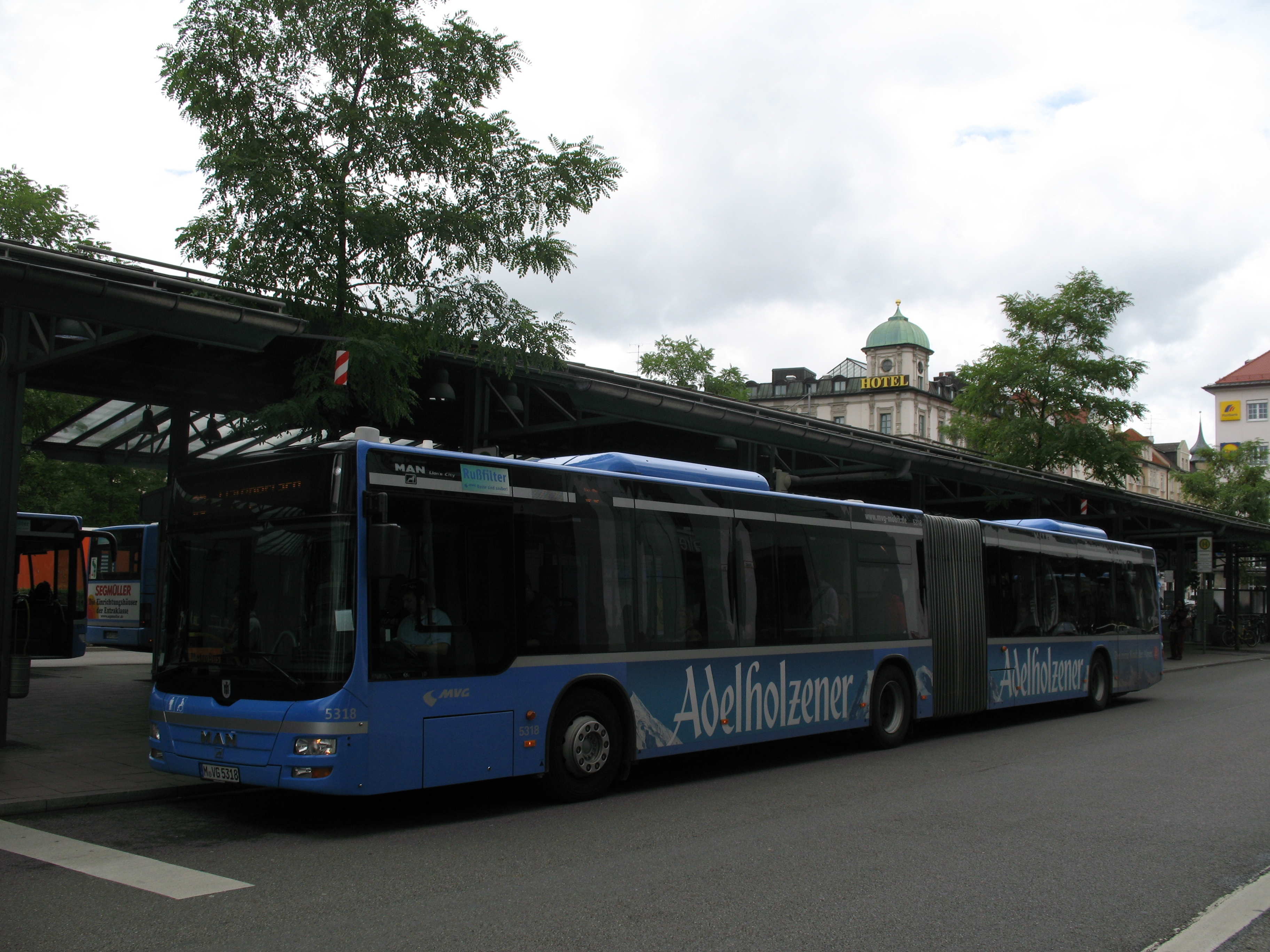
Un bus articulé MAN Lion's City à l'arrêt au pôle d'échanges Ostbahnhof de Munich.

Le réseau de transport de la MVV est constitué de lignes métro (U-Bahn), de trains régionaux (S-Bahn), d'un réseau de tramway et de bus.

## Exploitation
Le réseau géré par la MVV est exploité par diverses sociétés, dont la Münchner Verkehrsgesellschaft (MVG) pour les réseaux de métro, de tramway et de bus.
- Le réseau de trains régionaux de Munich (S-Bahn) est géré par DB Regio Bayern, filiale de Deutsche Bahn. Le réseau a une longueur de 442 km, réparti en dix lignes.

- Le réseau de métro de Munich (U-Bahn) est exploité par la MVG. Il est constitué de six lignes de métro.

- Le réseau de tramways de Munich compte onze lignes exploitées également par la MVG, d'une longueur de 75 km et comportant 155 arrêts.

- Le réseau de bus est aussi exploité par la société MVG.

- Il y a aussi un réseau de trains régionaux (non inclus dans les S-Bahn) et de cars régionaux exploité par d'autres compagnies, telle BOB (Bayerische Oberlandbahn) qui rejoint les Alpes (sa particularité est que les trains parcourent des voies non électrifiées).

## Traduction
- Cet article est en partie une traduction de l'article allemand sur cet organisme.